# Franns Wilfried Promnitz von Promnitzau
Franns-Wilfrid Horst Freiherr von Promnitz (* 8. März 1952 in Dresden) ist ein deutscher Dirigent, Organist, Pianist, Sänger (Tenor) und Erzähler.

## Leben und Wirken
Von Promnitz war Mitglied im Dresdner Kreuzchor. An der Hochschule für Musik in Dresden studierte er die Fächer Dirigieren, Klavier, Komposition, Cello, Gesang und Orgel. Als 18-Jähriger arbeitete er unter Kurt Masur als verantwortlicher Leiter des Philharmonischen Chores Dresden. Als 20-Jähriger erhielt er ein Engagement an die Sächsische Staatsoper Dresden, Dezember 1975 erfolgte sein erstes Opern- und Ballettdirigat.
1975 gründete von Promnitz das Ensemble Dresdner Vocalisten und konzertierte mit diesem auf  Festivals und Konzertreisen in Europa. Angeregt durch eine Begegnung mit Erwin Bootz, einem Mitglied des legendären Berliner Ensembles Comedian Harmonists, arbeitete Promnitz an der Wiederbelebung der Lieder der Comedian Harmonists und rekonstruierte diese durch Abhören von Schallplatten.
Von Promnitz wandte sich frühzeitig der historischen Aufführungspraxis und alten Spielweisen zu. Angeregt wurde er dazu durch Kurse bei Harald Vogel, dem Gründer der Norddeutschen Orgelakademie, und durch Konzerterfahrungen an den ältesten Orgeln der Niederlande, wo er ab 1985 für einige Jahre in der Nähe von Rotterdam seinen Wohnsitz hatte.
Als Konzertorganist gastierte er an den bedeutendsten Orgeln Europas: St Paul’s Cathedral (London), Dom zu Lübeck, St. Jacobi Hamburg, Saint-Germain-de-Belvès/Dordogne, St. Jans Kathedrale (’s-Hertogenbosch), St. Bavokerk Haarlem, Sion/Schweiz.
1981 wirkte von Promnitz an der Gründung des Vereins „Seifersdorfer Tal“ mit, der es sich zur Aufgabe machte, den Landschaftsgarten in der Nähe von Dresden im Sinne der Kunst- und Gartendenkmalpflege neu zu beleben.
1984 wurde in der Kirche in Seifersdorf zum ersten Mal ein Werk von Johann Gottlieb Naumann aufgeführt.
1990 begründete von Promnitz die Konzertreihe Laufen und Lauschen.
Ab 1991 bis 2005 arbeitete von Promnitz als Chorleiter, Kirchenmusiker und Organist zeitweise und projektbezogen auf Norderney, wo er zugleich die Aufführung der Opern von Johann Gottlieb Naumann vorbereitete.
Die Uraufführung seiner Komposition Angelus-Silesius-Miniaturen für singenden Organisten fand 1992 in der Seifersdorfer Kirche statt.
Von 1993 bis 2003 war er Lehrbeauftragter an der Hochschule für Musik Carl Maria von Weber Dresden. Seit 2012 lehrt er an der Hochschule für Musik und Theater Rostock.
2001 wirkte von Promnitz bei der Gründung des Kulturvereins Muse im Fasanengarten e.V. mit, der die Wiederbelebung des kulturhistorisch wertvollen Fasanengartens zu Moritzburg bei Dresden als bedeutendes Gesamtkunstwerk des ausgehenden 18. Jahrhunderts in europäischem Maßstab anstrebt.
2002 gründete von Promnitz gemeinsam mit der Sängerin Jana Karin Adam des Ensemble TreCantus, das sich hauptsächlich musikalischen Werken der Gotik und Renaissance widmet, in der seltenen Besetzung mit zwei Stimmen und einem Portativ, einer tragbaren Orgel, die ihre Blütezeit im Mittelalter und in der Renaissance hatte.
2002 bis 2004 wirkte von Promnitz als Schlossorganist im Gohliser Schlösschen in Leipzig. Er regte dort Wandelkonzerte an (sonntägliche musikalische Führungen) und führte zum Bachfest 2003 am 24. Mai Johann Sebastian Bachs Die Kunst der Fuge für Orgeltasten und Tanzgestaltung auf der Kabinett-Orgel mit choreografischer Ausgestaltung durch Manfred Schnelle auf.
2005 ließ er am 21. Juli auf dem Festival „Schwing“ im Kultur- und Kommunikationszentrum der Tuchfabrik Trier Bachs gesamtes Werk „Die Kunst der Fuge“ in der von Peter Andreas um den Grundton d gespiegelten Fassung auf dem Flügel erklingen, eine Weltpremiere.
2006 erfolgte eine Neukomposition der verschollenen Telemann-Serenata „Der Ochsenbraten“ für die Hamburger Ratsherren.
2009 initiierte er mit dem Freundeskreis Schloss Promnitz das 1. Schloßfest zu Pfingsten im Schloss Promnitz an der Elbe, um auf die dringende bauliche Sicherung des Stammsitzes derer von Promnitz aufmerksam zu machen.
2020 wurde er Stipendiat der Kulturstiftung des Freistaates Sachsen.

### Theaterarbeit
- 1978: Der Schuhu und die fliegende Prinzessin von Peter Hacks, Gastspiel, Hamburgische Staatsoper
- 1978: Tartuffe von Molière, Volkstheater Bautzen
- 1981: Die Vögel von Thomas Hertel, Dirigent des Musicals, Staatsschauspiel Dresden
- 1984: Die Verwandlung von Paul-Heinz Dittrich, Staatsoper Unter den Linden, Berlin
- 1985: Der Kaufmann von Venedig von William Shakespeare, Staatsschauspiel Dresden
- 1991: Beginn der Konzertreihe Laufen und Lauschen im Seifersdorfer Tal
- 1991–2001: Aufführung von 10 Opern in der „Sächsischen Thaloper“ Seifersdorf
- 1996: Sieg der Treue von Kurfürstin Maria Antonia, 27. Mai, Premiere zur Feier des 70. Geburtstages von Maria Emanuel Markgraf von Meißen, Schirmherr der Sächsischen Thaloper, Hoflößnitz zu Radebeul
- Gastspiele Schlösser Machern, Weesenstein, Pillnitz, Taschenbergpalais Dresden
- 1998: Die fünf Bräute nach einer Novelle von Gottfried Keller von Fried Walter, Uraufführung im Hermsdorfer Gasthof
- 1998: Alceste von Christoph Martin Wieland/Anton Schweitzer, Seifersdorfer Tal/Schloss Pulsnitz
- 1999: Medea von Johann Amadeus Naumann / Antonio de’ Filistri da Caramondani, Stadttheater Meißen
- 2000/01: Jery und Bätely von Johann Wolfgang von Goethe und Johann Friedrich Reichardt, Societaetstheater Dresden
- 2005: Mephisto von Ariane Mnouchkine nach Klaus Mann, Theater Plauen-Zwickau

### Musik für Dokumentar- und Trickfilme
- 1980–1982: Animationsfilm, sieben Folgen der Serie Selbstgemalt von Heinz Wittig in Unser Sandmännchen
- 1981: Die Heimkehr der Madonna (Zum 25. Jahrestag der Wiedereröffnung der Dresdner Gemäldegalerie[8])
- 1986: Dokumentarfilm Slang über das Leben Fritz Hampels

### Wiederbelebung des Werkes von Johann Gottlieb Naumann
Franns von Promnitz ist Präsident der 1991 gegründeten Naumann-Gesellschaft. Er sichtete und rekonstruierte 75 Werke des Komponisten Johann Amadeus Naumann, leitete zahlreiche Naumann-Erstaufführungen und ließ sie zumeist an historischer Aufführungsstätte, wie im Landschaftspark „Seifersdorfer Tal“, erklingen.
Franns von Promnitz rekonstruierte Naumanns Klavierwerk, 2 Oratorien, Lieder und Kammermusik, sowie 7 Opern:
- 30. Mai 1992 Cora (Spielleitung: Justus Carrière)
- 22. Mai 1993 Amphion
- 14. Mai 1994 Orpheus (Choreografie: Bea Beck)
- 27. Mai 1995 Titus
- 31. Mai 1996 Die Dame als Soldat (Regie: Claus Martin)
- 6. Juni 1999 Medea, Uraufführung der deutschen Textfassung Theater Meißen (Inszenierung: Annette Jahns, Bühnenbild: Arne Walther, Kostüm: Marina Zydek, Technische Leitung: Ulrich Bahrmann)
- 14. Juni 2001 Abels Tod, Aufführung Militärhistorisches Museum Dresden unter Mitwirkung der Dresdner Kapellknaben
- 9. Februar 2017 La morte d'Abel, HMT Rostock

Außerdem schuf er Transkriptionen von Instrumentalmusik Johann Amadeus Naumanns für Orgel.

## Diskografie
- Bergweihnacht. Dresdner Vocalisten, Orchester Leitung: Heinz Recknagel, DDR-LP: Amiga 845271, [1983]
- Die Dresdner Vocalisten – Josquin, Lasso, Byrd, Schubert, Schumann u. a. – DDR-LP: Eterna dmm 7 25 126, [1987]
- Laudate Dominum I, Geistliche und weltliche Chormusik des 17./18. Jahrhunderts, Hendrik-Ido-Ambacht, Niederlande, 17./18. Juni 1988, Digital Recording 223345, [1988]
- Johann Sebastian Bach: Kunst der Fuge. Konzertmitschnitt vom 12. Dezember 1992, Seifersdorf, Phonothek der Sächsischen Landesbibliothek/Sächsisches Staatsarchiv, ZÖLLNER STUDIO DRESDEN, [1995]
- Johann Sebastian Bach: Sechs „Französische“ Suiten. Martin Fischer, Dresden [1999]
- Johann Amadeus Naumann: Six Quatuors, Sechs Quartette, nach 1776, Sixtina-Klassiklabel, Dresden [1996]
- Johann Amadeus Naumann: Orgelwerke, Kindt-Orgel (1790) der St. Jacobi-Kirche Gingst/Rügen, audiolis, Hartmut Lissner, Dresden [2001]
- Johann Amadeus Naumann: Konzert im Freien, Die Claviersonaten, audiolis, Hartmut Lissner, Dresden [2002]
- Johann Amadeus Naumann: Tastenmusik auf Originalinstrumenten, audiolis, Hartmut Lissner, Dresden [2008]
- Traugott Maximilian Eberwein: Amor Proteus oder Liebeserklärungen verschiedener Stände und Temperamente. Ein Liederzyklus nach Texten von Ernst Friedrich Conradi. Gesungen von 18 Sängern, u. a. Bär, Scheibner, Ude, Junghanns, Sixtina-Klassiklabel, Dresden [1999]
- Musikland Erzgebirge, Orgeln in Wehrkirchen,  Mauersberger Freundeskreis e.V., HOROS [2003]
- Viktor Fortin: Werke für Blockflöte, gespielt von Dorothea Senf (Blockflöte) und Franns Wilfried Promnitz von Promnitzau (Klavier), www.natom-productions.de, [2005]
- Georg Philipp Telemann: aus „Drei Dutzend Clavier „Fantasien“ in italienischer und französischer Manier“, audiolis, Hartmut Lissner, Dresden [2006]
- Ensemble TreCantus: Das untemperierte Portativ, mitteltönige Musik des Mittelalters, Zisterzienserabtei Altzella, audiolis, Hartmut Lissner, Dresden [2002]
- Ensemble TreCantus: Musik aus Mittelalter und Renaissance, audiolis, Hartmut Lissner, Dresden [2009]
- Zusammenarbeit mit der Sächsischen Landesbibliothek Staats- und Universitätsbibliothek SLUB – Mitschnitte aller Aufführungen
- Johann Sebastian Bach: „Goldberg-Variationen“, Orgelfassung, St. Laurentius-Kirche Gräfenroda, auris subtilis, Chemnitz [2011]
- Johann Sebastian Bach, Georg Böhm, Jan Adamszoon Reincken: "Bach & Lehrer?!", Orgel, St. Laurentius-Kirche Cammin, audiolis, Hartmut Lissner, Dresden, [2013]
- Johann Sebastian Bach: "Die Kunst der Fuge d-moll in drei Abteilungen" Orgelfassung, St. Laurentius-Kirche Gräfenroda, auris subtilis, Chemnitz [2015]
- Girolamo Frescobaldi: „Tastenmusik“, Gottfried-Richter-Orgel Pomßen, audiolis, Hartmut Lissner, Dresden [2019]

## Schriften
Belletristik
- Die Kinder des Herman von Promnitz. Eigenverlag, Leipzig 2015; qucosa.de (PDF).
- J. A. Naumann auf Rügen oder Das Treffen zu Gingst inclusive CD Naumann Orgelwerke. Eigenverlag, Leipzig 2016.
- Orgeln in St. Marin zu Sorau während der Lebzeiten Promnitzscher Standesherren (1488–1870). Broschüre, 2017.

Sachbuch
- Die Naumann-Gesellschaft und die sächsische Thaloper. Auf Harmoniesuche im Seifersdorfer Tal. In: Hans-Peter Lühr (Hrsg.): Johann Gottlieb Naumann. Komponist in vorromantischer Zeit. Dresdner Geschichtsverein, Dresden 2001, ISBN 3-910055-58-3 (Dresdner Hefte. Beiträge zur Kulturgeschichte, 66).